# Apocheiridium eruditum
Espèce
Apocheiridium eruditum est une espèce de pseudoscorpions de la famille des Cheiridiidae.

## Distribution
Cette espèce est endémique de Luçon aux Philippines. Elle se rencontre vers Los Baños.

## Description
La femelle holotype mesure 0,95 mm

## Publication originale
- Chamberlin, 1932 : On some false scorpions of the superfamily Cheiridioidea (Arachnida - Chelonethida). Pan-Pacific Entomologist, vol. 8, p. 137-144 (texte intégral).